# Tour de la Nouvelle-France
Le Tour de la Nouvelle-France était une compétition cycliste par étapes, initialement d'envergure nord-américaine, puis professionnelle à partir de 1971 et qui se déroulait dans la province de Québec au Canada. La dernière édition a eu lieu en 1972. Les deux dernières éditions permettaient aux coureurs d'accumuler des points dans le classement du Super Prestige Pernod. Guido Reybrouck a remporté ces deux éditions.
L'épreuve initiale a été organisée par Claude Mouton, alors président de l'union cycliste du Québec et incluse dans les activités sportives entourant l'Exposition universelle de 1967. Elle débutait et se terminait treize jours plus tard sur le site de l'événement. Des difficultés financières ont hypothéqué l'édition de 1969 qui ne comptait qu'environ 30 coureurs, avant d'avoir raison de l'édition 1970. Les trois premières éditions duraient 2 semaines alors que les deux éditions professionnelles comptaient 6 étapes.

## Palmarès
| Année | Vainqueur       | Deuxième            | Troisième         |
| ----- | --------------- | ------------------- | ----------------- |
| 1967  | Yves Landry     | Hank Koning         | Sigi Koch         |
| 1968  | Sigi Koch       | John Allis (en)     | Hank Koning       |
| 1969  | Vincenzo Meco   | Bill Wild           | Norman Lowe       |
| 1971  | Guido Reybrouck | Joseph Bruyère      | Jean-Pierre Genet |
| 1972  | Guido Reybrouck | Herman Van Springel | Gérard Besnard    |